# Rue Viollet-le-Duc
La rue Viollet-Le-Duc est une voie du 9e arrondissement de Paris, en France.

## Situation et accès

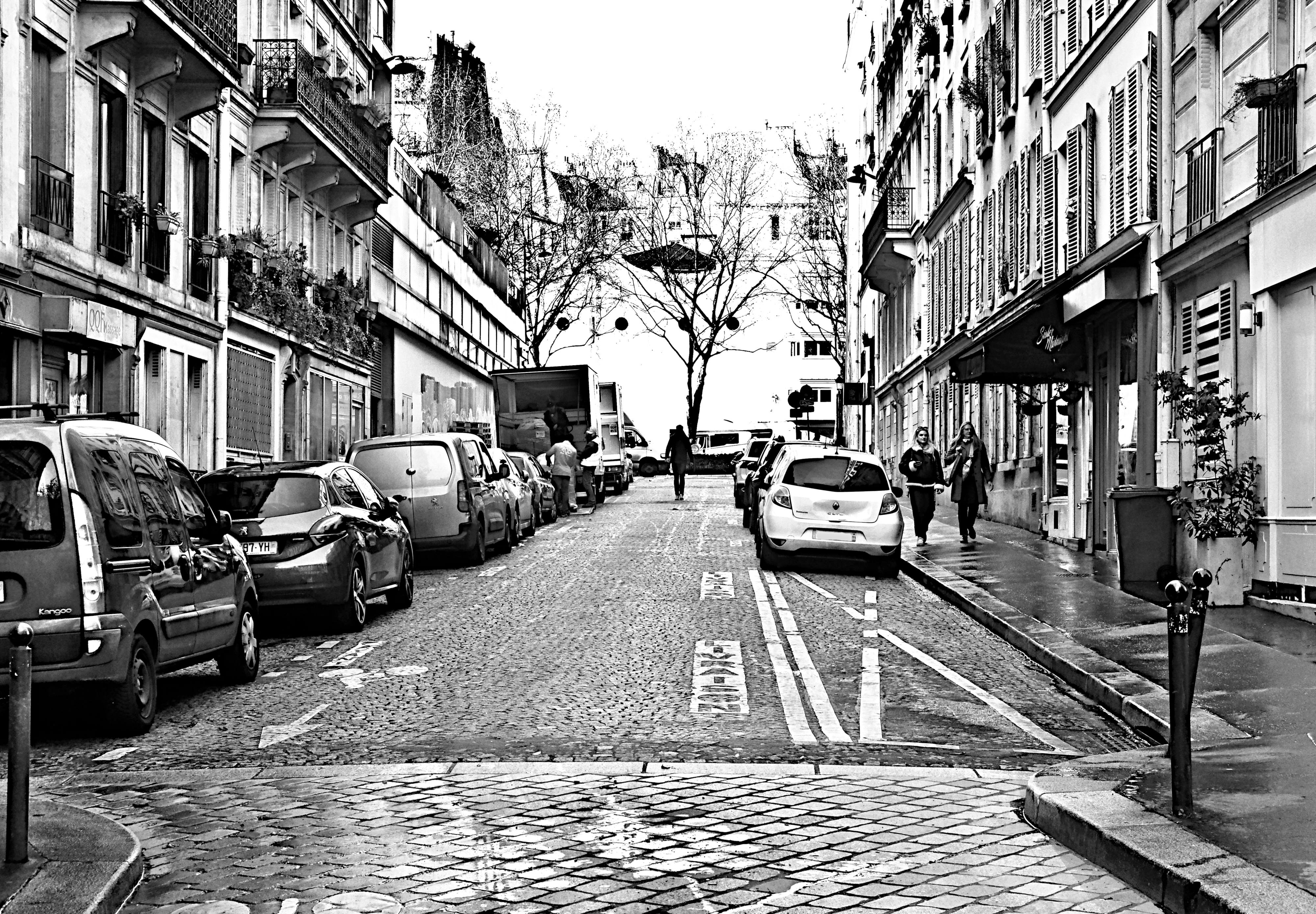
Le haut de la rue Viollet-le-Duc, en direction du boulevard Marguerite-de-Rochechouart.

La rue Viollet-Le-Duc est une voie publique située dans le 9e arrondissement de Paris. Elle débute au 1, rue Lallier et se termine au 57 bis, boulevard de Rochechouart.

## Origine du nom
Elle porte le nom de l'architecte français Eugène Viollet-le-Duc (1814-1879).

## Historique
Ouverte en 1879, elle reçoit par décret du 19 mars 1880 sa dénomination actuelle.
« Le Président de la République française, sur la proposition du ministre de l'Intérieur et des Cultes,
vu l'ordonnance du 10 juillet 1816 ;
 décrète :
- Article 1 : la rue nouvelle ouverte entre la rue Lallier et le boulevard de Rochechouart recevra le nom de rue Viollet-le-Duc.
- Article 2 : Le ministre de l'Intérieur et des Cultes est chargé de l'exécution du présent décret.

Fait à Paris, le 19 mars 1880.
Signé : Jules Grévy. »
Elle est classée dans la voirie de Paris par décret du 29 avril 1881 :
« Le Président de la République française,
sur le rapport du ministre de l'Intérieur et des Cultes,
vu la délibération prise par le Conseil municipal de Paris, le 20 janvier 1880 ;
le plan des lieux ;
le procès-verbal de l'enquête ;
les propositions du préfet de la Seine et les autres pièces de l'affaire ;
l'ordonnance du 23 août 1835 ;
le décret-loi du 26 mars 1852 ;
le Conseil d’État entendu, décrète :
- Article 1 : est classée au nombre des voies publiques au neuvième arrondissement de Paris, la rue de 12 mètres de largeur récemment ouverte entre la rue Lallier et le boulevard de Rochechouart,
les alignements et les cotes de nivellement de cette rue sont fixés conformément aux lisérés bleus et aux chiffres rouges du plan annexé.
Les frais de viabilité de la dite rue seront supportés par les sieurs Lafosse et Gales, suivant l'engagement souscrit par ces propriétaires.
- Article 2 : le ministre de l'Intérieur et des Cultes est chargé de l'exécution du présent décret.

Fait à Paris, le 29 avril 1881.
Signé : Jules Grévy. »